# 哈萨克斯坦宪法

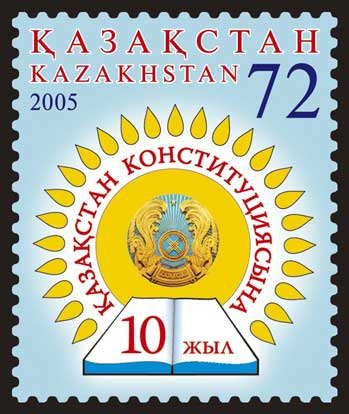
2005年的宪法十周年纪念邮票

哈萨克斯坦共和国宪法（哈萨克语：Қазақстан Республикасының Конституциясы，Qazaqstan Respuwblïkasınıñ Konstïtuwcïyası）是哈萨克斯坦的最高法律，共计九章九十八条。

## 历史
1925年，苏联治下的中亚按民族划界，吉尔吉斯自治社会主义共和国改称哈萨克自治社会主义共和国，仍隶属俄罗斯苏维埃联邦社会主义共和国，于1925年2月18号颁布了一部宪法。
1936年12月5号，国号改为哈萨克苏维埃社会主义共和国，成为苏联直属加盟共和国，1937年3月26号通过其宪法。1978年4月20号又颁布一部宪法。
1991年12月16号，哈萨克斯坦自苏联独立，1993年1月28号颁布了宪法。
现行宪法于1995年8月30号经公投通过，9月5号生效，是为哈萨克斯坦独立后第二部宪法。同年12月上下两院进行了议会选举。
2022年9月16日，哈萨克斯坦议会审议通过《关于对哈萨克斯坦共和国宪法进行修改和补充》。

## 序言
宪法的序言强调了“自由、平等、和谐”的重要性以及哈萨克斯坦在国际社会中的角色。

## 第一章：总则

### 第一条
第一条确立国家的世俗与民主，尊重个人的“生命、权利与自由”。其概述政府运作的原则：社会和政治稳定，经济发展，爱国主义和民主。首次提到了哈萨克斯坦议会。

### 第二条
第二条表明哈萨克斯坦是一个单一制和总统制国家，政府有权管辖哈萨克斯坦全境。行政区划以及首都的位置，留给其他法律来规定。在名称上，“哈萨克斯坦共和国”等同于“哈萨克斯坦”。

### 第三条
政府权力来自于人民，人民有权在公民投票和选举中投票。代表人民的权力保留给行政和立法部门。政府分为行政、立法和司法部门，凭借权力分立，每个部门都不能滥用其权力。这一条规定了省级政府，也首次提到了行政部门的宪法限制。

### 第四条
有效法律包括宪法，宪法相关法，其他规范性法律，国际条约和国家的其他承诺，以及宪法委员会与最高法院的规范性决议。宪法是最高法律。批准的国际条约取代国家法律并予以执行，除非议会在批准时指出条约和已颁布法律之间的矛盾，在这种情况下，条约不会生效，直到立法解决矛盾为止。政府应公布所有法律。